# Подільсько-Сороцький загальнозоологічний заказник
Поді́льсько-Соро́цький зака́зник — загальнозоологічний заказник місцевого значення в Україні. Розташований у межах Тернопільського району Тернопільської області, на південний захід від села Поділля і на схід від села Сороцького (лісове урочище «Сороцьке»).
Площа — 2384 га. Створений відповідно до рішення виконкому Тернопільської обласної ради № 198 від 30 червня 1986 року. Перебуває у віданні Тернопільського обласного управління лісового господарства — 116 га (Скалатське лісництво, кв. 48, 49), Подільської сільради — 2268 га. Рішенням Тернопільської обласної ради № 15 від 22 липня 1998 року мисливське угіддя надано у користування Підволочиської районної організації УТМР як постійно діюча ділянка з охорони, збереження та відтворення мисливської фауни.
Під охороною — численна мисливська фауна. Трапляється заєць та куріпка сірі, лисиця, сарна європейська, куниця лісова — цінні мисливські види, та інші тварини.